# Цомартов, Исрафил Хаджиумарович
Исрафи́л Хаджиума́рович Цома́ртов (осет. Цомартаты Хаджиумары фырт Исрафил; род. 1947, Хумалаг, Северо-Осетинская АССР) — Заслуженный тренер СССР по вольной борьбе (1983).

## Биография
Родился в 1947 году в селении Хумалаг Правобережного района Северной Осетии. С 13 лет стад заниматься вольной борьбой у тренера Хазби Бугулова. Участвовал в чемпионатах СССР и РСФСР, становился чемпионом Украины.
В 1970 году окончил Киевский государственный институт физической культуры и спорта и вернулся на родину, где стал работать тренером по вольной борьбе в спортивном обществе «Спартак» города Беслана.
Воспитал много отличных борцов, многие из которых входили в состав сборных команд РСФСР и СССР, среди них заслуженный мастер спорта, чемпион Европы и мира — Пётр Наниев, мастер спорта международного класса, чемпион Европы среди молодежи Константин Цомартов и чемпион мира среди юниоров Казбек Демуров.
В настоящее время работает тренером по вольной борьбе в спортивном обществе «Труд» города Санкт-Петербурга.